# Greig Laidlaw
Greig Laidlaw (12. října 1985, Edinburgh) je bývalý skotský ragbista, který hrál nejvíce jako mlýnová spojka a útoková spojka. V roce 2015 byl nominován na nejlepšího ragbistu světa.
Za Skotsko odehrál v letech 2010–2019 76 zápasů (z toho 39 jako kapitán) a připsal si 714 bodů. Je hráčem, co vedl jako kapitán Skotsko do nejvíce zápasů v historii. Na MS 2015 jako jediný Skot byl vybrán do nejlepší sestavy šampionátu. V letech 2008 až 2010 hrál za sedmičkovou reprezentaci. V roce 2017 byl součástí Britských a Irských lvů.
Na klubové úrovni vyhrál Challenge Cup s anglickým klubem Gloucester (2015) a v roce 2019 s francouzským Clermontem Auvergne. Od roku 2024 trénuje japonský tým Urayasu D–Rocks.

## Klubová kariéra
- 2007 – 2014 Edinburgh
- 2014 – 2017 Gloucester
- 2017 – 2020 Clermont Auvergne
- 2020 – 2023 Urayasu D–Rocks